# Parthenay-de-Bretagne
Parthenay-de-Bretagne település Franciaországban, Ille-et-Vilaine megyében. Lakosainak száma 1802 fő (2022. január 1.). Parthenay-de-Bretagne Romillé, Clayes, Gévezé, Pleumeleuc és Saint-Gilles községekkel határos.

## Népesség
A település népességének változása:
| Lakosok száma | 309  | 391  | 478  | 1156 | 1508 | 1652 | 1748 | 1780 | 1794 | 1802 |
|               | 1968 | 1982 | 1990 | 2006 | 2013 | 2015 | 2017 | 2019 | 2020 | 2022 |